# Chiese-tipo di Vito e Gustavo Latis

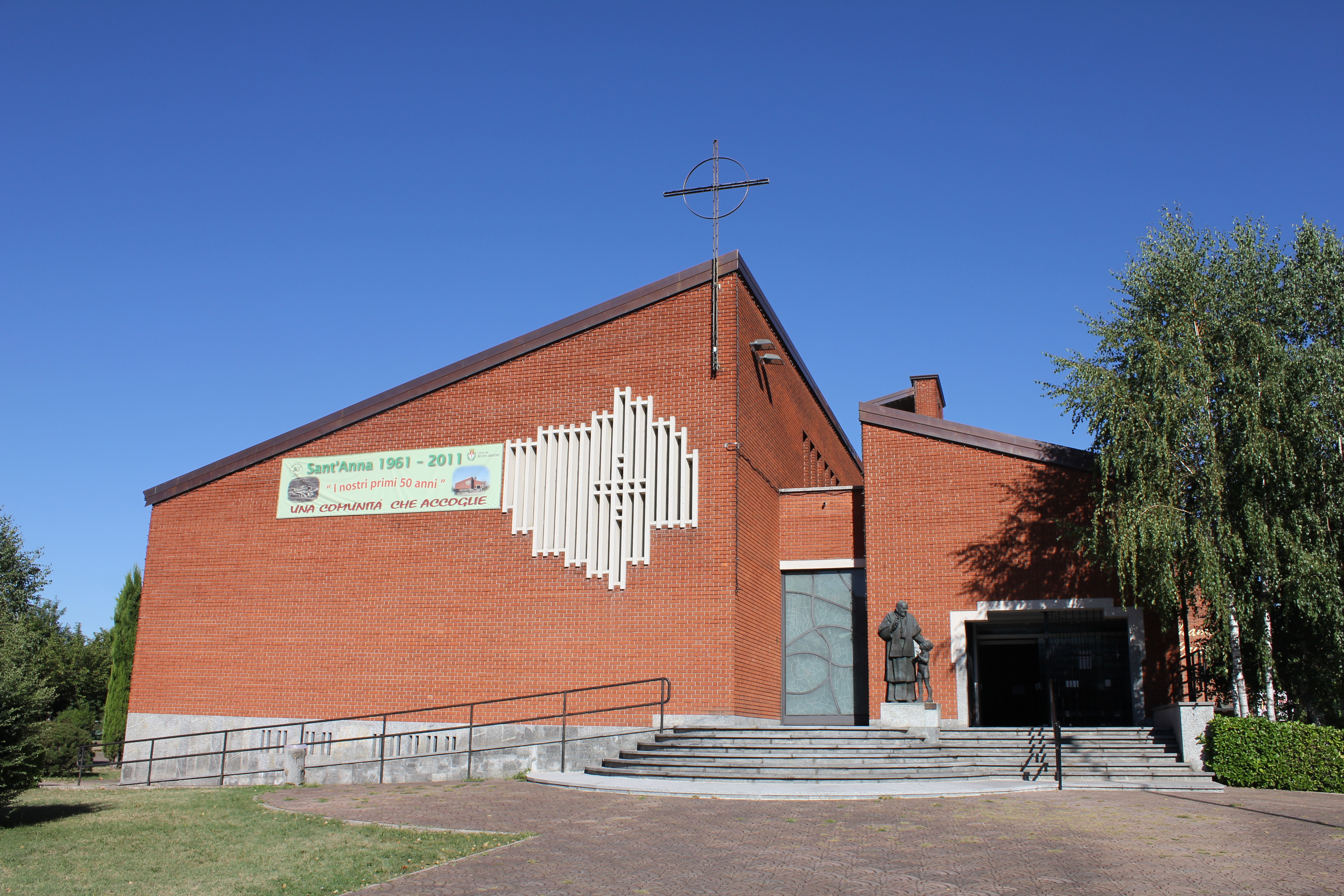
Una delle "chiese-tipo": la chiesa di Sant'Anna a Busto Arsizio

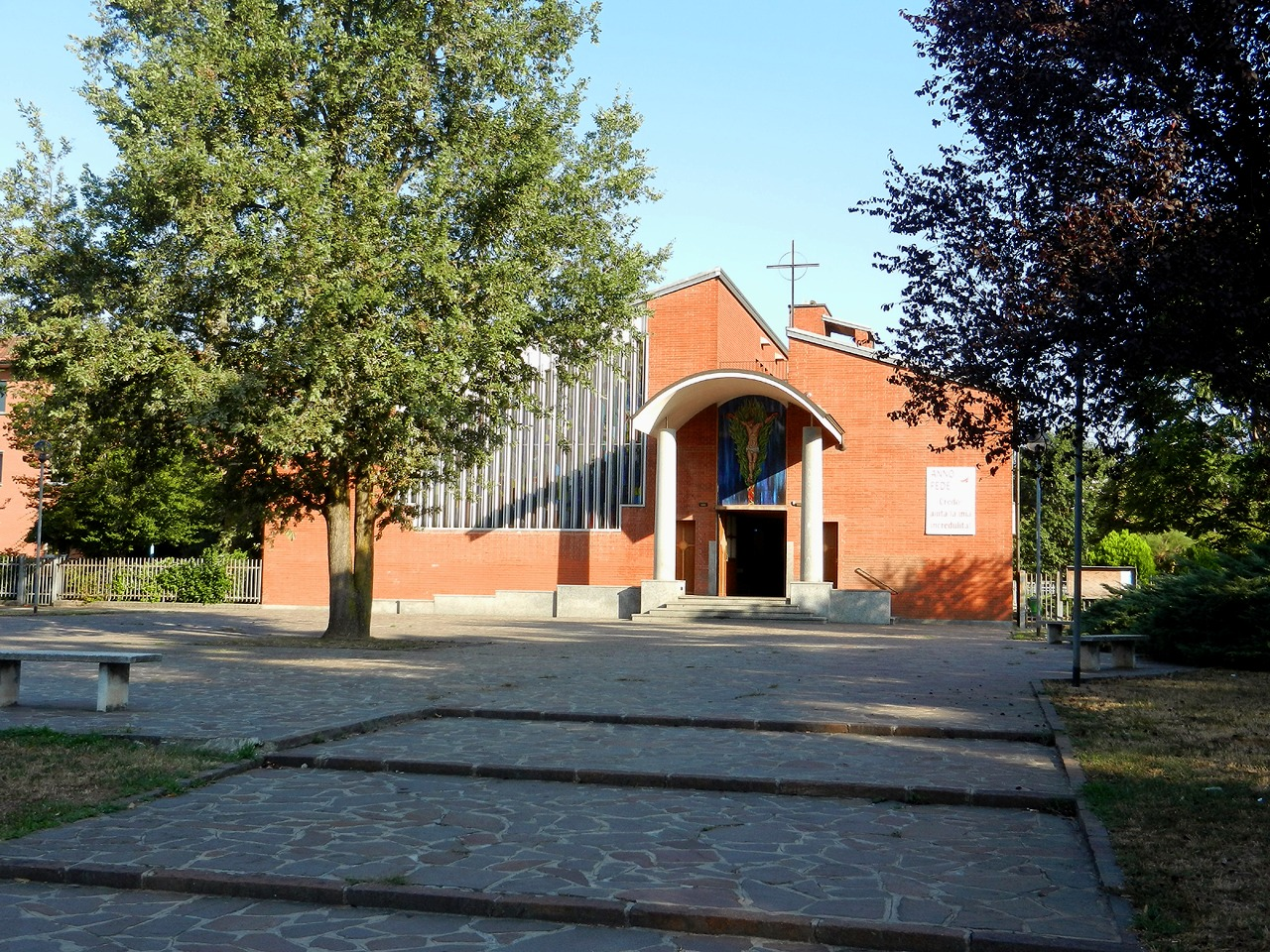
Una delle "chiese-tipo": la chiesa di San Carlo a Gorgonzola

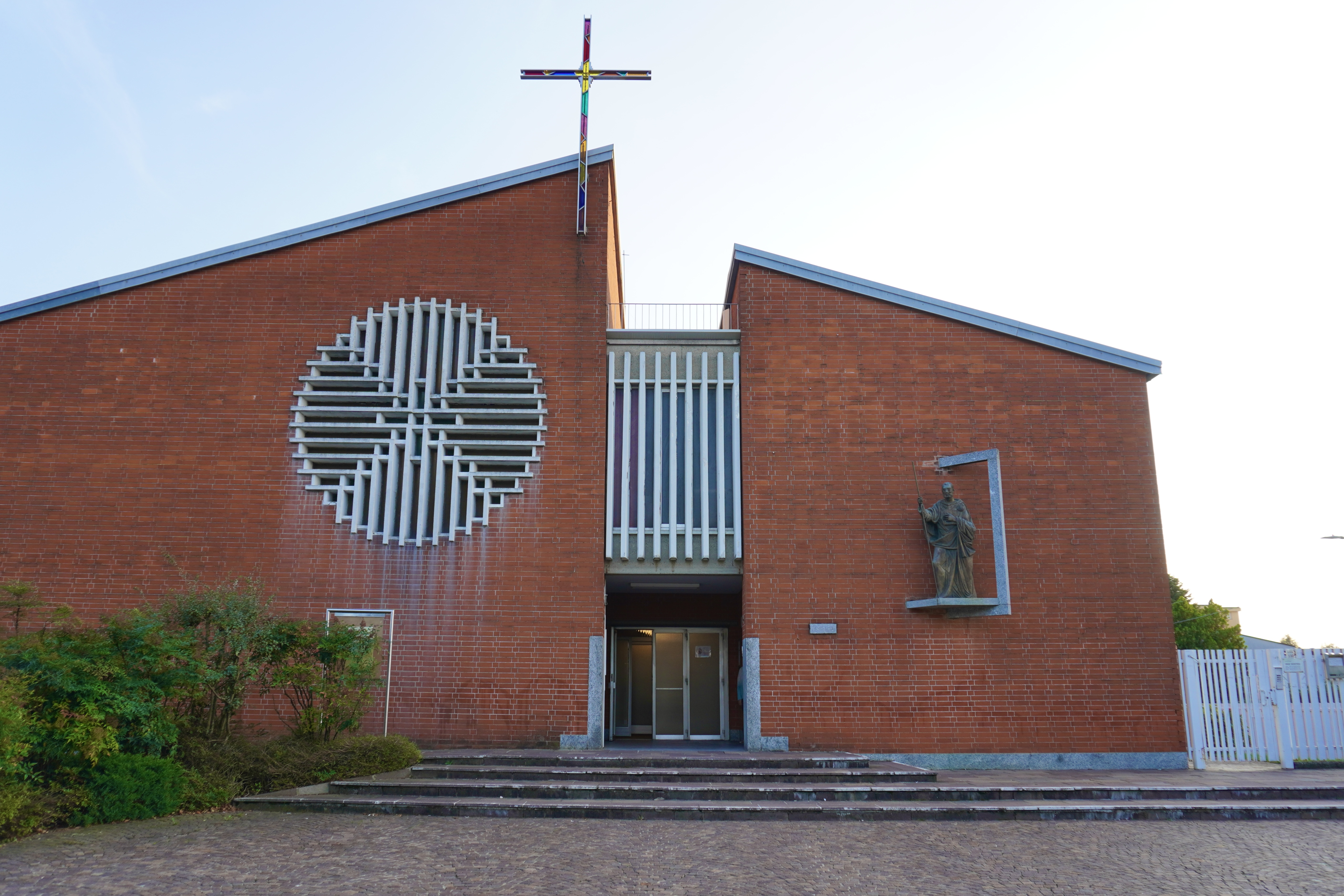
Una delle "chiese-tipo": la chiesa di San Giacomo a Meda

Le "chiese-tipo" furono una serie di nove chiese progettate dagli architetti Vito e Gustavo Latis nell'arcidiocesi di Milano sulla base di un unico progetto.

## Storia
La redazione di un "progetto-tipo" fu auspicata dalla curia ambrosiana, durante l'episcopato del cardinale Giovanni Colombo, per rispondere in tempi brevi e con poca spesa al forte fabbisogno di nuovi edifici religiosi, dovuto all'espansione demografica ed edilizia del territorio milanese.
Il progetto prevede una chiesa a due navate di ampiezza disuguale, che determinano un disegno di facciata asimmetrico e spezzato; le pareti esterne sono ricoperte in laterizio e traforate da un rosone.
Complessivamente furono realizzate nove chiese:
| Chiesa                                | Località           | Anno      | Coordinate             |
| ------------------------------------- | ------------------ | --------- | ---------------------- |
| San Paolo                             | Induno Olona       | 1972-1973 | 45.842243°N 8.839204°E |
| San Giacomo Apostolo                  | Meda               | 1972-1973 | 45.661599°N 9.169196°E |
| San Pio X                             | Monza              | 1973-1974 | 45.596352°N 9.253264°E |
| Santa Maria Nascente e San Sebastiano | Settimo Milanese   | 1973-1975 | 45.495174°N 9.041697°E |
| Sant'Anna                             | Busto Arsizio      | 1973-1975 | 45.632927°N 8.843798°E |
| San Carlo                             | Gorgonzola         | 1973-1976 | 45.530971°N 9.39695°E  |
| Santa Maria Ausiliatrice              | Cassina de' Pecchi | 1973-1975 | 45.519775°N 9.360268°E |
| Sacra Famiglia                        | Saronno            | 1973-1975 | 45.633354°N 9.031824°E |
| San Pio X                             | Cinisello Balsamo  | 1972      | 45.55035°N 9.19863°E   |

Ad esse va aggiunta la chiesa di San Giovanni Battista a Rho, progettata da Lorenzo Banfi e Sergio Eusebio rielaborando il progetto unificato d'origine, e costruita dal 1973 al 1975.